# Nazionale femminile di pallamano della Repubblica Democratica Tedesca
La nazionale di pallamano della Repubblica Democratica Tedesca rappresentava la Germania Est nelle competizioni internazionali e la sua attività era gestita dalla Federazione di pallamano della Repubblica Democratica Tedesca (DHV). La nazionale è stata attiva dal 1951 al 1990, anno della riunificazione tedesca. Nella sua storia ha vinto per tre volte il campionato mondiale (nel 1971, nel 1975 e nel 1978) e ha nelle sue uniche due partecipazioni ai Giochi olimpici ha conquistato l'argento nel 1976 e il bronzo nel 1980.

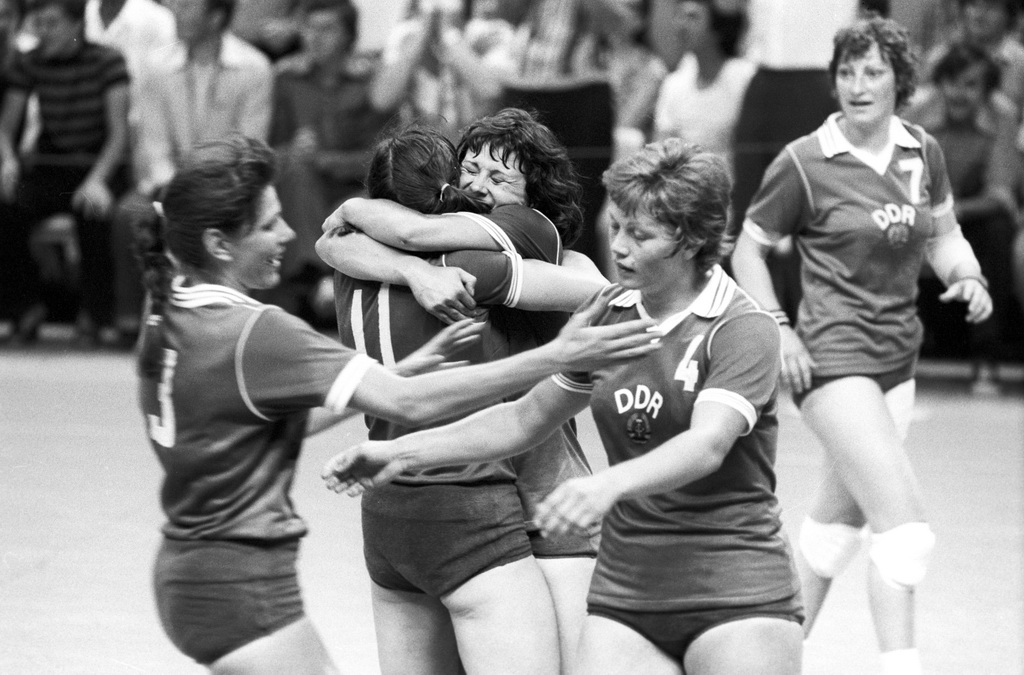
La nazionale ai Giochi olimpici di Mosca 1980.

## Storia
Nei poco più di trent'anni, durante i quali è stata attiva, la nazionale di pallamano della Germania Est è stata una delle nazionali con maggiori successi. Gli inizi negli anni sessanta non portarono molte soddisfazioni, viste le mancate qualificazioni al campionato mondiale 1962 con la sconfitta contro la Germania Ovest e al campionato mondiale 1965 con la sconfitta contro l'Ungheria. Nonostante la qualificazione all'edizione 1968, la nazionale non poté disputare il torneo poiché questo venne annullato a seguito dell'invasione del Patto di Varsavia della Cecoslovacchia. Nel dicembre 1968 venne, comunque, organizzato un torneo sostitutivo da parte dell'Unione Sovietica al quale la nazionale della Germania Est partecipò e concluse a pari punti con la nazionale sovietica. Nel 1971 la nazionale partecipò per la prima volta al campionato mondiale, che concluse con la vittoria del torneo avendo vinto tutte le partite e avendo sconfitto in finale la Jugoslavia. Da allora la nazionale partecipò a tutte le edizioni del campionato mondiale, finendo sempre tra le prime quattro eccetto che nell'edizione 1973. Dopo il titolo conquistato nel 1971, arrivarono altri due trionfi nel 1975 e nel 1978, col primo posto conquistato nel girone finale e, in entrambe le edizioni, davanti all'Unione Sovietica.
Grazie alle vittorie nel campionato mondiale, la nazionale della Germania Est partecipò alla prima volta che rappresentative nazionali femminili parteciparono ai Giochi olimpici a Montréal nel 1976. La nazionale conquistò l'argento olimpico, avendo concluso al secondo posto il girone finale dietro la nazionale sovietica. Ai Giochi di Mosca 1980 la nazionale della Germania Est concluse il girone finale al terzo posto e conquistò il bronzo olimpico. Non partecipò ai Giochi di Los Angeles 1984 per il boicottaggio del blocco orientale e non ottenne la qualificazione ai Giochi di Seul 1988.
La finale per il terzo posto del campionato mondiale 1990, vinta contro la Germania Ovest, fu l'ultima partita internazionale giocata dalla nazionale della Germania Est che si fuse con la nazionale dell'Ovest per la riunificazione tedesca.

## Palmarès

### Olimpiadi
- (1976)
- (1980)

### Mondiali
- (1971, 1975, 1978)
- (1990)

## Partecipazioni ai tornei internazionali
- 1976:  2º posto
- 1980:  3º posto
- 1984: qualificata, ma boicotta
- 1988: non qualificata
- 1992: qualificata, ma non più attiva

- 1957: non partecipante
- 1962: non qualificata
- 1965: non qualificata
- 1971:  Campione
- 1973: 9º posto
- 1975:  Campione
- 1978:  Campione
- 1982: 4º posto
- 1986: 4º posto
- 1990:  3º posto